# خالد عید
خالد عید (انگلیسی: Khaled Eid؛ زادهٔ ۲۹ مارس ۱۹۶۴) بازیکن سابق و مربی فوتبال اهل مصر است.
وی همچنین در تیم ملی فوتبال مصر بازی کرده‌است.